# Habracanthus
- Commons
- Wikispecies

Habracanthus Nees, segundo o Sistema APG II, é um gênero botânico da família Acanthaceae.

## Sinonímia
| - Glockeria Nees - Hansteinia Oerst. - Kalbreyeracanthus Wassh. | - Stenostephanus Nees - Syringidium Lindau |

## Espécies
- Habracanthus aglaus
- Habracanthus ampelinus
- Habracanthus antipharmacus
- Habracanthus asplundii
- Habracanthus atropurpureus
- «Lista das espécies»

## Nome e referências
Habracanthus Nees , 1847

## Classificação do gênero
| Sistema | Classificação                       | Referência            |
| ------- | ----------------------------------- | --------------------- |
| APG II  | Ordem Lamiales, família Acanthaceae | APweb, versão 9, 2008 |